# 賽普雷斯萊克斯 (佛羅里達州)
賽普雷斯萊克斯（英語：Cypress Lakes）是位於美國佛羅里達州棕櫚灘縣的一個人口普查指定地區。

## 地理
賽普雷斯萊克斯的座標為26°43′44″N 80°07′27″W / 26.72889°N 80.12417°W，而該地最高點為海拔高度5米（即16英尺）。

## 人口
根據2010年美國人口普查的數據，賽普雷斯萊克斯的面積為1.20平方千米，當中陸地面積為1.10平方千米，而水域面積為0.10平方千米。當地共有人口1468人，而人口密度為每平方千米1,223人。